# Нойе дойче херте
Нойе дойче херте (Neue Deutsche Härte; букв. Нова немска твърдост) е музикално направление, което възниква в Германия през 1990-те години, съчетавайки елементи от стиловете electronic body music и индъстриъл метъл.
За този стил е характерно съчетаването на дълбок и чист вокал, текстове предимно на немски език и силно изразен звук на електрическа китара и барабани. Освен това, в жанра се използва синтезатор и понякога – дръм машина. Нерядко се срещат елементи от индъстриъл, използване на готически орган, хорове или пеене.
Основите на стила са положени от групата „Умф!“ в албума им Sperm (1994), но жанрът се популяризира основно след излизането на албума Herzeleid (1995) на „Рамщайн“. Нойе дойче херте е популярен най-вече в Европа.